# Acacia elata
Acacia elata är en ärtväxtart som beskrevs av George Bentham. Acacia elata ingår i släktet akacior, och familjen ärtväxter. Inga underarter finns listade i Catalogue of Life.

## Bildgalleri

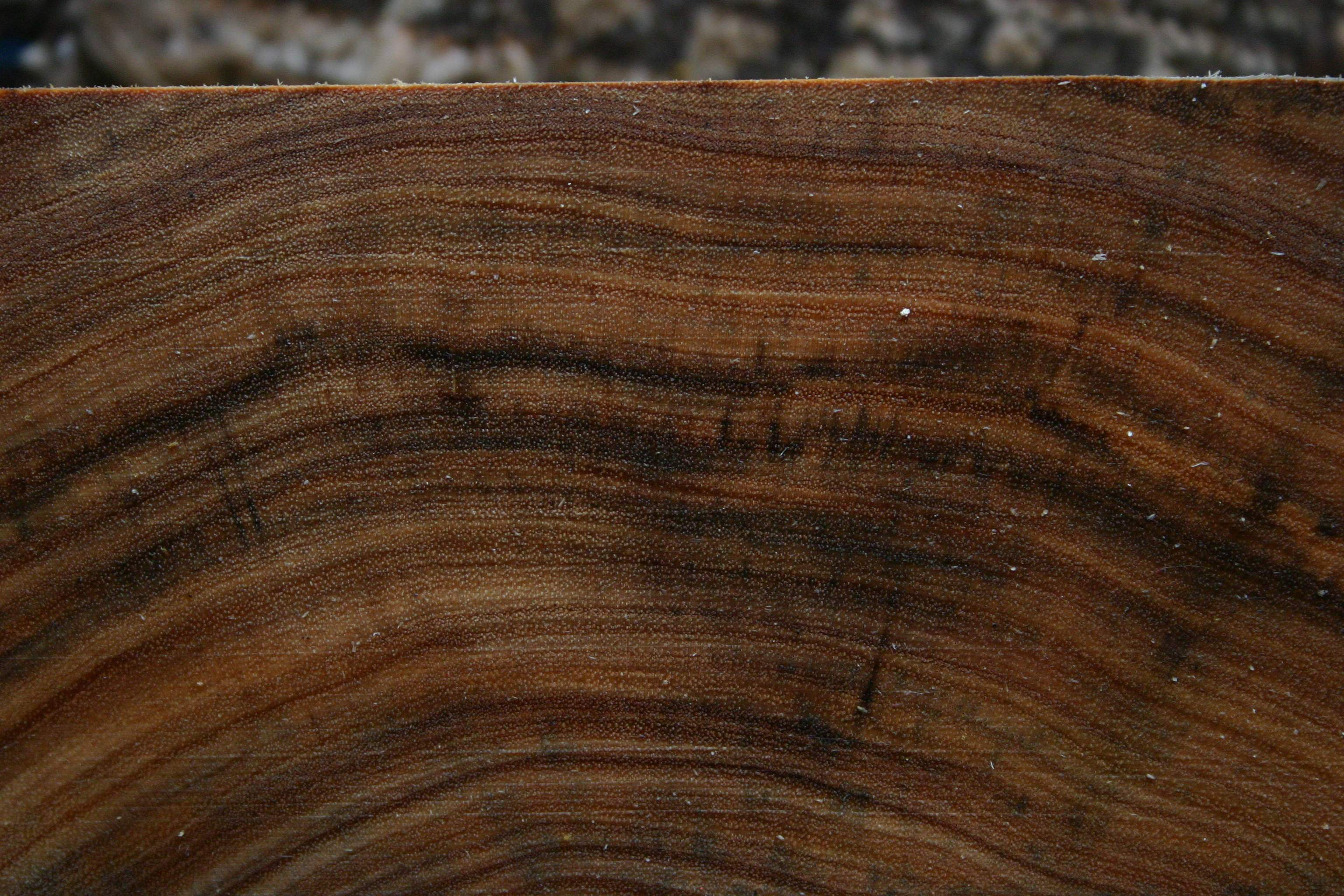
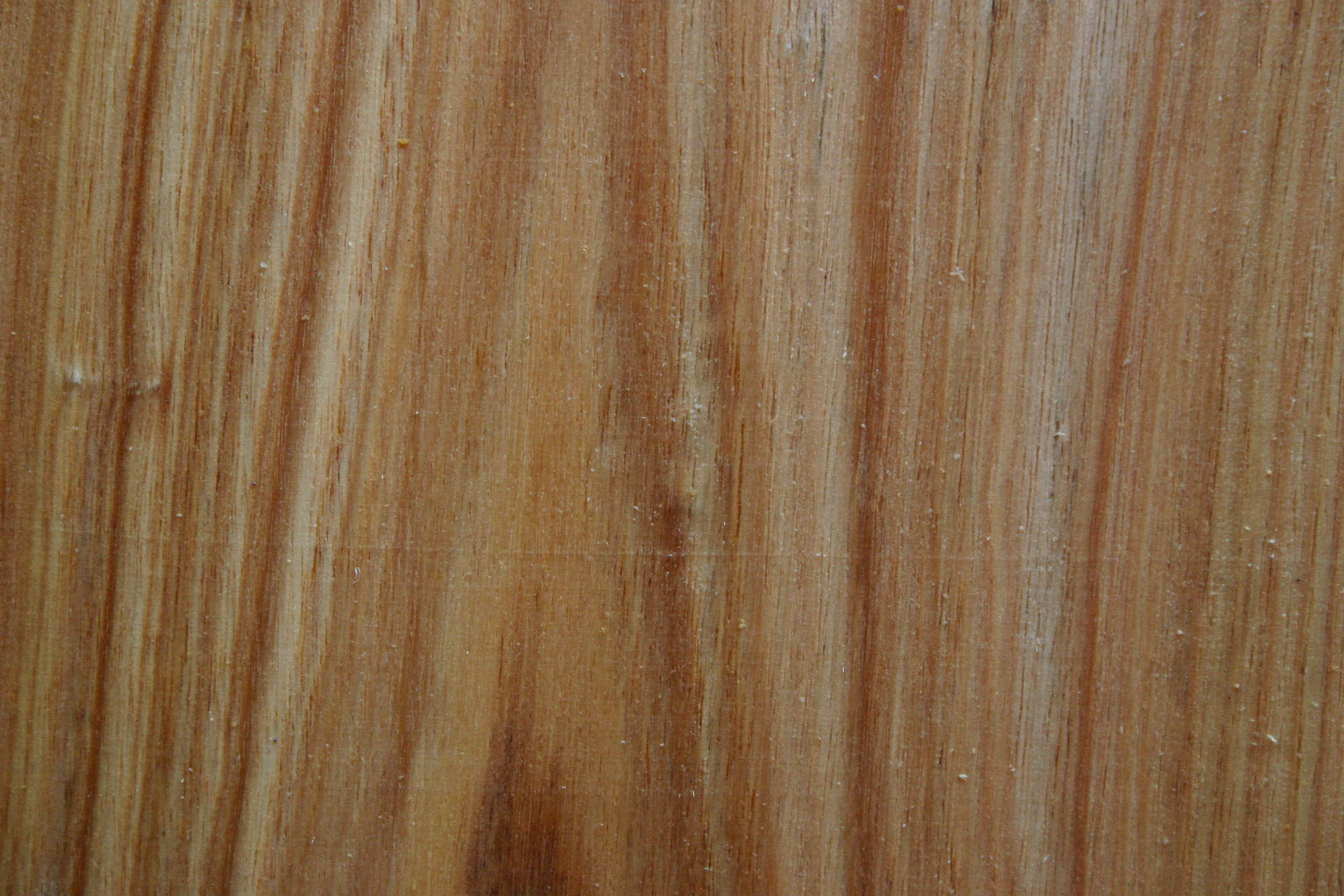